# Коралове дерево
Коралове дерево - одне з видів бобових культур родини Бобові. Зустрічається тільки в Танзанії.
У 1998 році рослина була оголошена зниклою, але знову була знайдена в 2001 році на малому клаптику лісу. Ця частина лісу була очищена для вирощування біопаливних рослин, тоді були побоювання про зникнення Коралового дерева. У 2011 році була знову перевідкрита.
Станом на 2016 рік налічується менше 50 рослин в одному незахищеному місці. Входить у десятку найрідкісніших рослин світу.